# منطقة غونا
غونا رمزها «GU» (بالإنجليزية: Guna)‏ ، هو تقسيم إداري لدولة الهند تتبع ولاية مدية برديش (بالإنجليزية: Madhya  Pradesh)‏ ، مركزها هو مدينة غونا (بالإنجليزية: Guna)‏ عدد سكانها حسب تعداد سنة 2001 هو 976,596 ، مساحتها 6,485 كم² وكثافة السكان لكل كم² .